# 1990 في أستراليا
فيما يلي قوائم الأحداث التي وقعت خلال عام 1990 في أستراليا.

## سياسة

### تعيين في المنصب
- 10 أغسطس – جوان كيرنير Premier of Victoria [الإنجليزية]‏.

### انتهاء فترة المنصب
- 10 أغسطس – جوان كيرنير Deputy Premier of Victoria [الإنجليزية]‏.

## رياضة
- 4 نوفمبر – جائزة أستراليا الكبرى 1990 الفائز نيلسون بيكيه.

## موسيقى

### أغاني
من الأغاني التي صدرت هذه السنة في أستراليا:
- 30 أبريل – بيتر ذا دافل يو نو من غناء كايلي مينوغ.
- 22 أكتوبر – ستيب باك إن تايم من غناء كايلي مينوغ.

## كتب
من الكتب التي صدرت هذه السنة في أستراليا:
- 1 يناير – الرجل الأول في روما من تأليف كولين مكلو.

## مواليد

### يناير
- 3 يناير – تامي باترسون لاعبة كرة مضرب أسترالية.
- 8 يناير – كاتي راي إبزيري لاعبة كرة سلة أسترالية.
- 13 يناير – ليام هيمسورث ممثل أسترالي.
- 18 يناير – أليسون باي لاعبة كرة مضرب أسترالية.

### فبراير
- 13 فبراير – أندي روز لاعب كرة قدم أسترالي.
- 19 فبراير – جيمس براون لاعب كرة قدم أسترالي.
- 24 فبراير – بن بورسير لاعب كرة سلة أسترالي.

### مارس
- 20 مارس – بليك فيرغسون
- 24 مارس – كيشا كاسل هيوز ممثلة أسترالية.
- 25 مارس – جوردن فاندنبرغ لاعب كرة سلة أسترالي.

### أبريل
- 24 أبريل – كودي إليس لاعب كرة سلة أسترالي.

### مايو
- 1 مايو – كيتلين ستاسي
- 8 مايو – لوقا دافيسون دراج أسترالي.
- 28 مايو – روهان دنيس

### يونيو
- 7 يونيو – إيجي أزيليا

### يوليو
- 2 يوليو – مارجوت روبي ممثلة أسترالية.
- 17 يوليو – مات ريد لاعب كرة مضرب أسترالي.
- 27 يوليو – إنديانا إيفانس

### أغسطس
- 6 أغسطس – ميتشل يونغ لاعب كرة سلة أسترالي.
- 9 أغسطس – أديليد كين ممثلة أسترالية.
- 16 أغسطس – جيسيكا مور لاعبة كرة مضرب أسترالية.
- 23 أغسطس – ريان بروخوف لاعب كرة سلة أسترالي.

### سبتمبر
- 8 سبتمبر – ماثيو ديلافيدوفا لاعب كرة سلة أسترالي.
- 15 سبتمبر – آرون موي لاعب كرة قدم أسترالي.
- 17 سبتمبر – ريناي أيريس
- 19 سبتمبر – تايرا كالدروود لاعبة كرة مضرب أسترالية.
- 26 سبتمبر – مايكل ماثيوز درّاج طريق أسترالي.
- 30 سبتمبر – أسامة مالك لاعب كرة قدم أسترالي.

### أكتوبر
- 2 أكتوبر – دين بوزانيس لاعب كرة قدم أسترالي.
- 13 أكتوبر – دانييلا رحمة
- 16 أكتوبر – بروك موتوم لاعب كرة سلة أسترالي.
- 24 أكتوبر – كارولين بوكانان درّاجة طريق أسترالية.

### نوفمبر
- 14 نوفمبر – جيسيكا جاكوبس

### ديسمبر
- 7 ديسمبر – كاميرون بيرستو لاعب كرة سلة أسترالي.
- 16 ديسمبر – عزيز بيهيتش

## وفيات

### مايو
- 31 مايو – جون هوكس (مواليد 1899) لاعب كرة مضرب أسترالي.

### أغسطس
- 15 أغسطس – جيمي كاروثرز (مواليد 1929) ملاكم أسترالي.